# Зубов, Константин Александрович
Константи́н Алекса́ндрович Зу́бов (8 [20] сентября 1888, Базарный Сызган, Симбирская губерния — 22 ноября 1956, Москва) — российский советский актёр, режиссёр театра и кино, театральный педагог. Лауреат четырёх Сталинских премий (1946, 1947, 1948, 1951). Народный артист СССР (1949).

## Биография
Константин Зубов родился в селе Базарный Сызган (ныне — посёлок городского типа в Ульяновской области, Россия) (по другим источникам — в Вятке) (по паспорту — в Ленинграде) в семье фельдфебеля Александра Васильевича и Александры Семёновны Зубовых.
В 1895 году семья Зубовых из Симбирской губернии переехала в Вятскую, где отец получил должность учителя в мужской гимназии .
Театром Константин увлекался с юных лет, но родители, не разделяя этого увлечения, по окончании им гимназии в 1904 году направили сына обучаться в техническое училище в Нанси (Франция), где он должен был получить профессию инженера. Спустя год сменил место учёбы: поступил на историко-филологический факультет Парижского университета. В 1906 году вернулся в Россию и продолжил обучение в Санкт-Петербургском университете на том же факультете и одновременно на Драматических курсах Санкт-Петербургского Императорского театрального училища (ныне Российский государственный институт сценических искусств) в актёрской мастерской В. Н. Давыдова, которые окончил в 1910 году.
В 1908 году в летней гастрольной труппе В. Н. Давыдова начал профессиональную сценическую деятельность (первая роль — Алёши в спектакле «Дети Ванюшина» С. А. Найдёнова). Затем занимался в Школе сценического искусства А. А. Санина и А. П. Петровского. В 1910—1915 годах (кроме сезона 1913—1914 годов, когда работал в Самарском театре драмы (ныне — имени М. Горького)) работал в антрепризе Н. Н. Синельникова в Харькове и Киеве. В 1915—1917 годах играл в Театре Корша в Москве.
В 1917—1918 годах возглавлял Товарищество актёров Иркутского драматического театра (ныне Иркутский академический драматический театр имени Н. П. Охлопкова), где впервые выступил как режиссёр. В 1918—1919 годах — актёр и режиссёр театра М. А. Смоленского в Харбине, в 1919—1921 — Владивостокского театра Е. М. Долина, в 1921—1924 — актёр, художественный руководитель и главный режиссёр Первого государственного Дальневосточного военно-революционного театра в Хабаровске, Владивостоке и Харбине, в 1924—1925 — главный режиссёр Читинского государственного театра, в 1925—1931 — актёр, режиссёр и заведующий труппой Московского театра Революции (ныне Московский академический театр имени Владимира Маяковского), в 1931—1933 — актёр Московского театра имени МОСПС (ныне Театр имени Моссовета), в 1932—1938 — художественный руководитель Московского театра Ленсовета, который потом был объединён с театром Революции,  (ныне Московский академический театр имени Владимира Маяковского).
С 1936 года — актёр и режиссёр Малого театра (с 1947 года — главный режиссёр).
Творчество отличала интеллектуальность, яркая театральность, психологическая глубина. Был мастером диалога.
Снимался в кино.
С 1920 года занимался педагогической деятельностью, преподавал в театральное училище при Малом театре (ныне Высшее театральное училище имени М. С. Щепкина), с 1946 года — профессор. Среди его учеников Т. Панкова, П. Луспекаев, Э. Марцевич, И. Кириллов.
Депутат Верховного Совета РСФСР IV созыва (1955—1956).

Могила Зубова на Новодевичьем кладбище Москвы

Константин Зубов умер 22 ноября 1956 года в Москве. Похоронен на Новодевичьем кладбище (участок № 2).

## Звания и награды
- Заслуженный артист РСФСР (1934)
- Народный артист РСФСР (31 июля 1945)
- Народный артист СССР (26 октября 1949)
- Сталинская премия второй степени (1946) — за постановку и исполнение роли доктора Хиггинса в спектакле «Пигмалион» Б. Шоу (1943)
- Сталинская премия второй степени (1947) — за постановку спектакля «За тех, кто в море!» Б. А. Лавренёва
- Сталинская премия первой степени (1948) — за постановку спектакля «Великая сила»
- Сталинская премия первой степени (1951) — за постановку спектакля «Незабываемый 1919» В. В. Вишневского
- Орден Ленина (26.10.1949)
- Орден Трудового Красного Знамени (09.01.1954)
- Медаль «За доблестный труд в Великой Отечественной войне 1941—1945 гг.»
- Медаль «В память 800-летия Москвы»

## Творчество

### Постановки в театре

#### Иркутский драматический театр
- «Вишнёвый сад» А. П. Чехова
- «Мещане» М. Горького
- «На дне» М. Горького

#### Московский театр Революции
- 1928 — «Когда поют петухи» Ю. Н. Юрьева (совместно с М. А. Терешковичем, художник Р. В. Распопов[6])
- 1929 — «Гора» З. А. Чалой[6]

#### Московский театр Ленсовета
- «Разгром» по А. А. Фадееву
- «Платон Кречет» А. Е. Корнейчука

#### Малый театр
- 1939 — «Евгения Гранде» по О. де Бальзаку (режиссёр Г. Уварова)
- 1941 — «Варвары» М. Горького (совместно с И. Я. Судаковым)
- 1942 — «Дочь русского актёра» П. И. Григорьева
- 1943 — «Пигмалион» Б. Шоу (режиссёр Е. П. Велихов)
- 1945 — «Иван Грозный» А. Н. Толстого (совм. с П. М. Садовским и Б. И. Никольским)
- 1945 — «Сотворение мира» Н. Ф. Погодина
- 1946 — «За тех, кто в море!» Б. А. Лавренёва (совместно с В. И. Цыганковым)
- 1947 — «Русский вопрос» К. М. Симонова (совместно с Е. П. Велиховым)
- 1947 — «Великая сила» Б. С. Ромашова (совместно с Н. В. Петровым)
- 1948 — «Доходное место» А. Н. Островского (совместно с В. И. Цыганковым)
- 1948 — «Бесприданница» А. Н. Островского (совместно с Л. М. Прозоровским)
- 1949 — «Заговор обреченных» Н. Е. Вирты
- 1949 — «Наш современник» К. Г. Паустовского (совместно с В. И. Цыганковым)
- 1950 — «Незабываемый 1919-й» Вс. В. Вишневского (совместно с В. И. Цыганковым)
- 1951 — «Настя Колосова» В. В. Овечкина
- 1952 — «Васса Железнова» М. Горького (совместно с Е. П. Велиховым)
- 1953 — «Порт-Артур» И. Ф. Попова и А. Н. Степанова (совместно с П. А. Марковым)
- 1955 — «Крылья» А. Е. Корнейчука (совместно с В. И. Цыганковым)
- 1955 — «Макбет» У. Шекспира (совместно с Е. П. Велиховым)
- 1956 — «Доктор философии» Б. Нушича

### Роли в театре

#### Летняя гастрольная труппа В. Н. Давыдова
- 1909 — «Дети Ванюшина» С. А. Найдёнов — Алёша

#### Первый Дальневосточный военно-революционный театр
- «Гамлет» У. Шекспира — Гамлет
- «Маскарад» М. Ю. Лермонтова — Арбенин
- «Свадьба Кречинского» А. В. Сухово-Кобылина — Кречинский

#### Московский театр Революции
- «Конец Криворыльска» Б. С. Ромашова — Корзинкин
- «Воздушный пирог» Б. С. Ромашова, режиссёр А. Л. Грипич[6] — Семён Рак
- «Гоп-ля, мы живём!» Э. Толлера — Кальман

#### Московский театр Ленсовета
- «Гавань бурь» по О. де Бальзаку — Кинола
- «Платон Кречет» А. Е. Корнейчука — Платон Кречет

#### Малый театр
- 1936 — «Бешеные деньги» А. Н. Островского — Телятев
- 1936 — «Стакан воды» Э. Скриба — Болингброк
- 1938 — «Горе от ума» А. С. Грибоедова, режиссёр П. М. Садовский — Репетилов
- 1939 — «На берегу Невы» К. А. Тренёва — полковник Брызгалов и Расстегин
- 1940 — «Уриель Акоста» К. Гуцков — Вандерстраатен
- 1941 — «Варвары» М. Горького — Цыганов
- 1941 — «На всякого мудреца довольно простоты» А. Н. Островского — Городулин
- 1942 — «Отечественная война 1812 г.» Л. Н. Толстого — Наполеон
- 1942 — «Фронт» А. Е. Корнейчука — Мирон Горлов
- 1943 — «Пигмалион» Б. Шоу — доктор Хиггинс
- 1947 — «Русский вопрос» К. М. Симонова — Макферсон
- 1947 — «Волки и овцы» А. Н. Островского — Беркутов
- 1949 — «Заговор обреченных» Н. Е. Вирты — Мак-Хилл
- 1950 — «Горе от ума» А. С. Грибоедова — Фамусов[7]
- 1951 — «Без вины виноватые» А. Н. Островского — Дудукин
- 1953 — «Порт-Артур» И. Ф. Попова и А. Н. Степанова — Стессель

### Фильмография

#### Роли в кино
- 1916 — Пучина жизни — Владимир Сергеевич Торбин
- 1916 — Нелли Раинцева — письмоводитель Петров
- 1917 — Революционер — брат старого революционера
- 1928 — Хромой барин — Ртищев
- 1932 — Друзья совести
- 1933 — Марионетки — Фа, фашист
- 1934 — Настенька Устинова — Крутицкий
- 1941 — Боевой киносборник № 7 (новелла «Приёмщик катастроф») — Шлихтер, оберст Люфтваффе
- 1952 — Горе от ума (фильм-спектакль) — Фамусов
- 1953 — Варвары. Сцены в уездном городе (фильм-спектакль) — Цыганов Сергей Николаевич

#### Режиссёр
- 1953 — Варвары. Сцены в уездном городе (фильм-спектакль) (совм. с Л. Д. Луковым и И. Я. Судаковым)
- 1953 — Васса Железнова (фильм-спектакль) (совм. с Л. Д. Луковым])
- 1956 — Крылья (фильм-спектакль) (совм. с Т. Н. Лукашевич)